# 五里湾乡
五里湾乡是中国陕西省榆林市靖边县下辖的一个乡。2011年，五里湾乡被撤销，辖境划归周河镇。

## 行政区划
五里湾乡下辖以下行政区：
五里湾村、四咀村、王克浪沟村、边畔村、苏家湾村、卧虎塔村、阳塔村、刘兴庄村、小张渠村。